# Nordborg (parochie)
Nordborg is een parochie van de Deense Volkskerk in de Deense gemeente Sønderborg. De parochie maakt deel uit van het bisdom Haderslev en telt 3933 kerkleden op een bevolking van 4310 (2004). 
De parochie rond de stad Nordborg was tot 1970 deel van Als Nørre Herred. In dat jaar werd de parochie opgenomen in de nieuwe gemeente Nordborg. Deze ging in 2007 op in de vergrote gemeente Sønderborg.

## Kerk
De parochiekerk dateert uit de 12e eeuw. Voor de reformatie was de kerk gewijd aan Antonius.